# Adoxophyes
Adoxophyes är ett släkte av fjärilar som beskrevs av Edward Meyrick 1881. Adoxophyes ingår i familjen vecklare.

## Bildgalleri

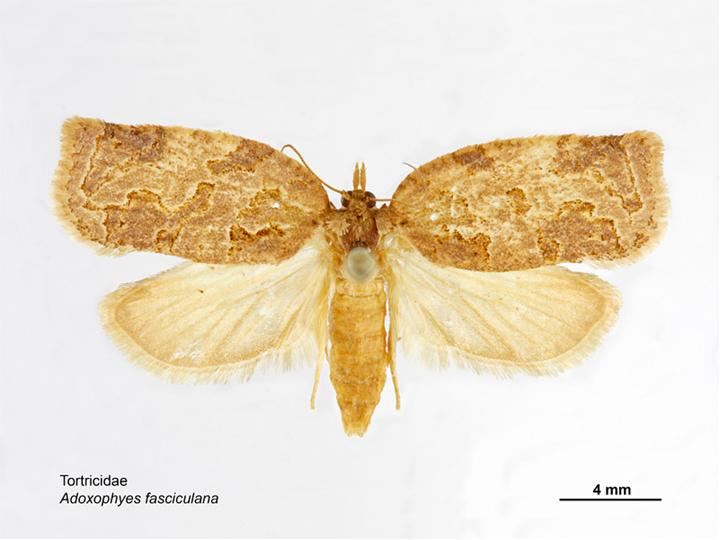
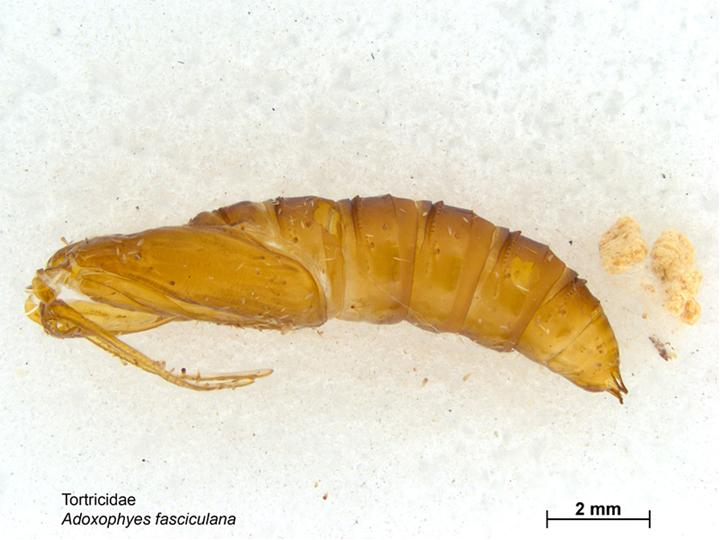
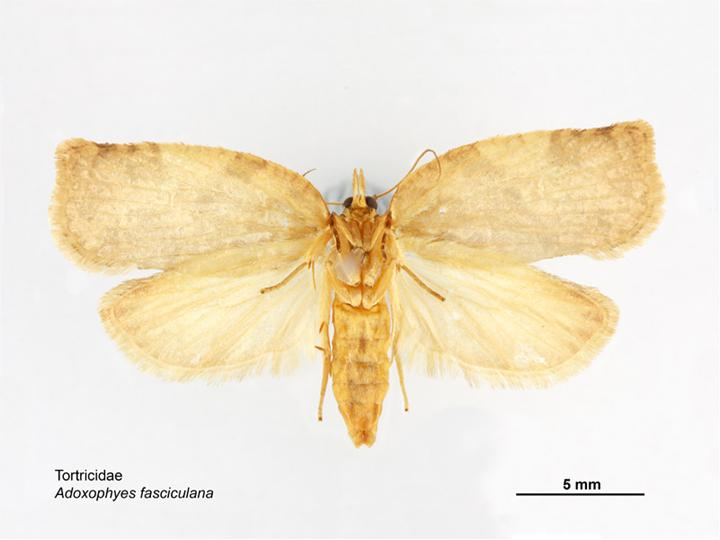
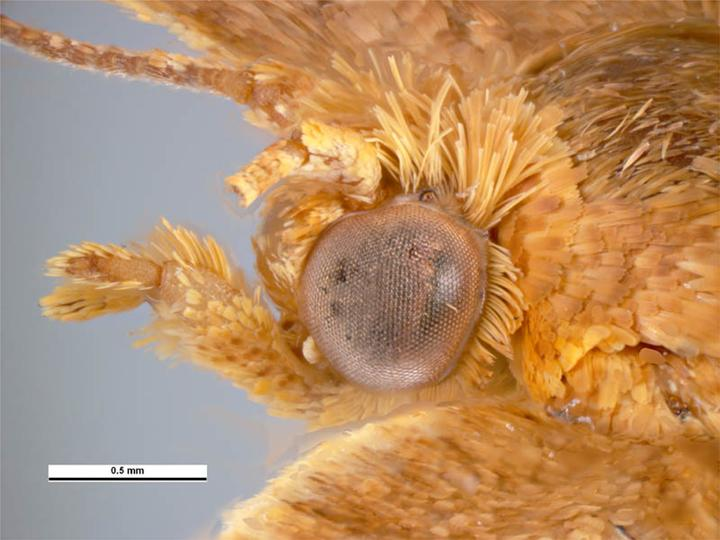
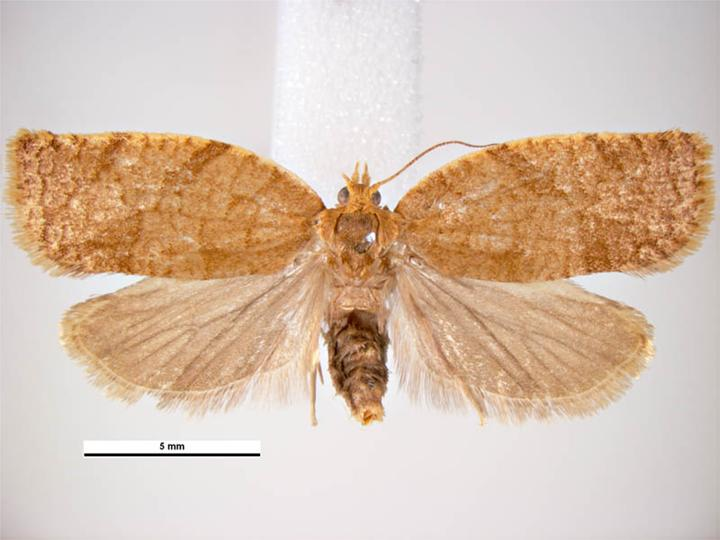
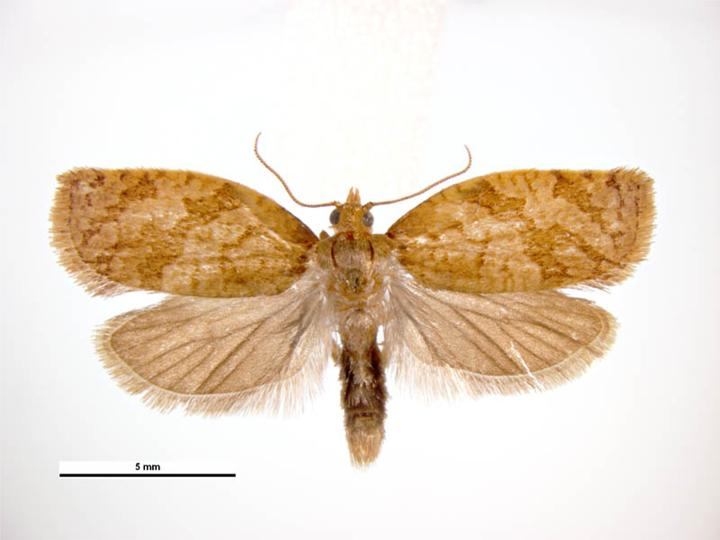

## Dottertaxa tillAdoxophyes, i alfabetisk ordning[1][2]
- Adoxophyes ablepta
- Adoxophyes acrocindina
- Adoxophyes acropeta
- Adoxophyes amblychroa
- Adoxophyes aniara
- Adoxophyes aurantia
- Adoxophyes aurantiana
- Adoxophyes aurata
- Adoxophyes balioleuca
- Adoxophyes bematica
- Adoxophyes centroluta
- Adoxophyes chloromydra
- Adoxophyes congruana
- Adoxophyes controversa
- Adoxophyes croesus
- Adoxophyes cyrtosema
- Adoxophyes epipepla
- Adoxophyes epizeucta
- Adoxophyes ergatica
- Adoxophyes euryomis
- Adoxophyes fasciata
- Adoxophyes fasciculana
- Adoxophyes flagrans
- Adoxophyes furcatana
- Adoxophyes heteroidana
- Adoxophyes horographa
- Adoxophyes insignifica
- Adoxophyes instillata
- Adoxophyes ioterma
- Adoxophyes liberatrix
- Adoxophyes libralis
- Adoxophyes luzonica
- Adoxophyes marmarygodes
- Adoxophyes melia
- Adoxophyes melichroa
- Adoxophyes microptycha
- Adoxophyes minor
- Adoxophyes moderatana
- Adoxophyes molybdaina
- Adoxophyes nebrodes
- Adoxophyes negundana
- Adoxophyes nemorum
- Adoxophyes novohebridensis
- Adoxophyes orana
- Adoxophyes panxantha
- Adoxophyes parastropha
- Adoxophyes perangusta
- Adoxophyes peritoma
- Adoxophyes perstricta
- Adoxophyes poecilogramma
- Adoxophyes privatana
- Adoxophyes prosiliens
- Adoxophyes reticulana
- Adoxophyes revoluta
- Adoxophyes rhopalodesma
- Adoxophyes rufostriatana
- Adoxophyes shanghainana
- Adoxophyes sutschana
- Adoxophyes telesticta
- Adoxophyes templana
- Adoxophyes tetraphracta
- Adoxophyes thelcteropa
- Adoxophyes thoracica
- Adoxophyes tripselia
- Adoxophyes tripsiana
- Adoxophyes trirhabda
- Adoxophyes vindicata